# Animaniacs (datorspel)
Animaniacs är ett TV-spel baserat på TV-serien med samma namn. Till skillnad från många andra plattformsspel springer man oftast ifrån fienderna i stället för att bekämpa dem. Spelet släpptes till Sega Mega Drive, SNES och Game Boy.

### Fotnoter
1. ↑  ”Animaniacs” (på svenska). Club Nintendo (Kungsbacka) (2 1995):  sid. 12. maj 1995. Läst 24 april 2014.